# Be Chrool to Your Scuel
Be Chrool to Your Scuel è un singolo dei Twisted Sister estratto dall'album Come Out and Play (1985) e prodotto nel 1986. La canzone è stata composta dal frontman Dee Snider con la collaborazione speciale di Alice Cooper.
Il titolo, errato sintatticamente, consiste nel gioco di pronuncia delle parole 'cruel' (crudele) e 'school' (scuola). È considerato un inno di ribellione di studenti e "aspiranti" rockers.
La canzone e il video, per la loro controversia e il messaggio "anti-scolastico", vennero rifiutati da MTV, che non li mandò in onda. La canzone è anche, in parte, una parodia della canzone Be True to Your School dei Beach Boys.

## Formazione
- Alice Cooper - voce
- Dee Snider - voce
- Jay Jay French - chitarra
- Eddie "Fingers" Ojeda - chitarra
- Mark "The Animal" Mendoza - basso elettrico
- A.J. Pero - batteria
- Billy Joel - piano
- Brian Setzer - chitarra
- Clarence Clemons - sassofono